# Michaił Abamielikow
Michaił Wasiljewicz Abamielikow, ros. Михаил Васильевич Абамеликов (ur. 13 września 1893, zm. 1 marca 1979 w Nyack) – rosyjski wojskowy (pułkownik), emigrant, oficer Armii Polskiej w ZSRR, a następnie II Korpusu Polskiego podczas II wojny światowej.

## Życiorys
W 1911 ukończył Kijowski Korpus Kadetów, zaś w 1913 r. kijowską szkołę wojskową. Służył w 44 Kamczackim Pułku Piechoty. Brał udział w I wojnie światowej. Podczas walk frontowych został ciężko ranny. Po wyleczeniu odkomenderowano go jako oficera szkoleniowego do szkoły wojskowej w Kijowie. Następnie służył w siergijewskiej szkole artyleryjskiej. W 1917 r. przeszedł do szkoły chorążych w Jekaterynodarze. Doszedł do stopnia sztabskapitana.
Wstąpił do nowo formowanych wojsk Białych gen. Antona Denikina. Uczestniczył w I Marszu Kubańskim. Od jesieni 1919 r. służył w Drozdowskiej Brygadzie Artylerii. W maju 1920 r. objął dowództwo 8 Baterii Brygady. Doszedł do stopnia pułkownika. W listopadzie tego roku wraz z wojskami Białych został ewakuowany z Krymu do Gallipoli. 
Na emigracji zamieszkał w Polsce. Żył w Łucku. Po ataku Armii Czerwonej jesienią 1939 r., został aresztowany przez NKWD na początku 1940 r. Po procesie skazano go na karę wieloletniego łagru. Osadzono go w obozie w Kraju Komi. Po zawarciu układu Sikorski – Majski latem 1941 r., został zwolniony z łagru jako kapitan rezerwy Wojska Polskiego. Wstąpił do nowo formowanej Armii Polskiej w ZSRR gen. Władysława Andersa. Przeszedł szlak bojowy II Korpusu Polskiego. Po zakończeniu wojny wyjechał do Argentyny. W 1975 r. przybył do USA.